# Kuhlmannkoncernen
Kuhlmannkoncernen var en industrikoncern i Frankrike, under mellankrigstiden den största franska koncernen inom kemisk industri.
Gurnden till koncernen var en av Charles Frédéric Kuhlmann (1803-1881) anlagd svavelsyrefabrik vid Lille, som 1870 övertogs av ett aktiebolag. Efter första världskriget utvecklades koncernen snabbt och blev ett ledande internationellt företag, med nära avtal med IG Farben.
Koncernen gick senare upp i Pechiney.